# Felicia Zimmermann
Felicia Tien Zimmermann (ur. 16 sierpnia 1975 w Rochester) – amerykańska florecistka, brązowa medalistka mistrzostw świata.
W 1992 roku zdobyła indywidualnie brązowy medal na mistrzostwach świata kadetów w Bonn.
Podczas mistrzostw świata w Nîmes w 2001 roku Amerykanki w składzie: Iris Zimmermann, Erinn Smart, Felicia Zimmermann i Ann Marsh zdobyły drużynowo brązowy medal. Była też między innymi piąta w tej konkurencji na mistrzostwach świata w Kapsztadzie w 1997 roku.
Wystartowała na igrzyskach olimpijskich w Atlancie w 1996 roku, gdzie była dziesiąta drużynowo, a indywidualnie zajęła 21. miejsce. Brała też udział w igrzyskach olimpijskich w Sydney w 2000 roku, zajmując czwarte miejsce drużynowo i dwudzieste indywidualnie.
Ponadto na igrzyskach panamerykańskich w Mar del Plata (1995) zdobyła srebrny medal drużynowo i brązowy indywidualnie.
Jej siostra, Iris Zimmermann, także uprawiała szermierkę